# Magdalena Błeńska
Magdalena Maria Błeńska (ur. 22 marca 1983 w Gdyni) – polska polityk i architekt, posłanka na Sejm VIII kadencji.

## Życiorys
Z wykształcenia i zawodu architekt, ukończyła studia w Rheinisch-Westfälische Technische Hochschule Aachen (RWTH) oraz studia podyplomowe z konserwacji zabytków na Uniwersytecie Mikołaja Kopernika w Toruniu. Zaangażowała się w działalność akcji Zmieleni.pl, Stowarzyszenia „Republikanie” oraz Stowarzyszenia KoLiber, w którym pełniła funkcję członka okręgowej komisji rewizyjnej w Trójmieście.
W wyborach parlamentarnych w 2015 kandydowała do Sejmu w okręgu gdańskim z pierwszego miejsca na liście komitetu wyborczego wyborców Kukiz’15, zorganizowanego przez Pawła Kukiza. Uzyskała mandat posła VIII kadencji, otrzymując 9437 głosów. 10 czerwca 2016 współtworzyła Klub Republikański w Sejmie, zostając jego koordynatorem. 23 lutego 2017 wystąpiła z klubu poselskiego Kukiz’15, a następnego dnia współtworzyła trzyosobowe koło poselskie „Republikanów”. We wrześniu 2017 dwie pozostałe posłanki „Republikanów” przeszły do klubu parlamentarnego PiS, w związku z czym Magdalena Błeńska została posłanką niezrzeszoną. W następnym miesiącu, wraz z innymi działaczami „Republikanów”, ogłosiła chęć współpracy ze środowiskiem skupionym wokół Jarosława Gowina. 4 listopada została wiceprezesem nowo powołanej przez niego partii Porozumienie. W 2019 nie ubiegała się o poselską reelekcję. Została później doradcą minister rozwoju Jadwigi Emilewicz ds. planowania i zagospodarowania przestrzennego.
W lutym 2021 prezydium zarządu Porozumienia (uznające za prezesa partii Jarosława Gowina) zawiesiło ją w prawach członka partii, następnie decyzją sądu koleżeńskiego została wykluczona z ugrupowania. W tym samym roku dołączyła następnie do Partii Republikańskiej. We wrześniu tego samego roku została wybrana na wiceprezesa tej partii.